# Academisch ziekenhuis Akershus
Academisch ziekenhuis Akershus (Noors: Akershus universitetssykehus, afgekort ahus) in Lørenskog is een groot ziekenhuis in Noorwegen.
Het nieuwe gebouw uit 2007 is ontworpen door C. F. Møller Architects.